# Hyaenosa effera
Hyaenosa effera là một loài nhện trong họ Lycosidae.
Loài này thuộc chi Hyaenosa. Hyaenosa effera được Octavius Pickard-Cambridge miêu tả năm 1872.